# Bootleg (jeu vidéo)
 (mars 2010).
Si vous disposez d'ouvrages ou d'articles de référence ou si vous connaissez des sites web de qualité traitant du thème abordé ici, merci de compléter l'article en donnant les références utiles à sa vérifiabilité et en les liant à la section « Notes et références ».
Pour les articles homonymes, voir Bootleg.
Un bootleg peut désigner une contrefaçon ou une copie illégale et piratée d'un jeu vidéo. On parle de bootleg aussi bien pour le jeu en lui-même que pour le support sur lequel il se trouve (le système d'arcade sur lequel il se trouve, par exemple).

## Description
Originellement, le terme bootleg servait à désigner, durant la prohibition des années 1920 aux États-Unis, un individu qui cachait de l'alcool dans la partie montante (la tige) de sa botte (bootleg signifie littéralement « tige de botte »).
Le terme bootleg est très répandu dans le domaine du jeux vidéo où il est utilisé pour désigner une version illégale, un hack d'un jeux ou une cartouche multi-jeux. Ces jeux bootleg, commercialisés à des prix bien moins élevés que les originaux, affaiblissent le marché des jeux vidéo d'arcade.
Ces copies sont souvent de moins bonne qualité aussi bien au niveau des graphismes qu'au niveau du gameplay, causé par un piratage parfois pas totalement maîtrisé ou par des modifications effectuées à moindre coût avec des développeurs peu talentueux. Il n'est pas rare de trouver des jeux partiellement copiés, possédant des musiques différentes du jeu original ou de mauvaise qualité.
Un bootlegger désigne un fabricant de jeux vidéo pirate. Les bootleggers sont capables de casser la protection de systèmes d'arcade, d'en fabriquer des versions illégales et d'y développer dessus leurs propres jeux, à moindre coût (et de moindre qualité). Les bootleggers sont depuis longtemps très actifs en arcade, mais les consoles de salon sont également touchées. Il est fréquent que les bootleggers s'appuient sur les travaux effectués dans l'émulation de jeu vidéo (décodage des protections et compréhension du fonctionnement du système). La majorité des bootleggers sont situés en Asie, notamment en Chine mais aussi en Russie et en Taïwan (main d'œuvre — qualifiée ou non — pour comprendre, copier puis fabriquer le système de jeu à bas coût, matière première à bas coût).

## Exemples debootleg
- Aladdin (NES) : Fausse version du jeu Aladdin sur Super Nintendo
- Crayon Shin Chan (NES) : Fausse version du jeu Crayon Shin Chan 2 sur Super Nintendo[1]
- Digimon Crystal Version II : Jeu de stratégie RPG non licencié basé sur Digimon[2]
- Donkey Kong Country 4 (NES) : Fausse version du jeu Donkey Kong Country sur Super Nintendo[3]
- Felix the Cat (Mega Drive) : Fausse version du jeu Felix the Cat sur NES[4]
- Legend of Zelda : Minish Cap ou Zelda Shen Qi De Mao Zi (NES) : Fausse version du jeu The Legend of Zelda: The Minish Cap sur Game Boy Advance développé par Shenzhen Nanjing Technology Co., Ltd. Contrairement à l'original, le système de combat est du RPG classique[5].
- Ice Age (Mega Drive) : Hack du jeu Awesome Possum Kicks Dr. Machino's Butt! hack basé sur le film l'Âge de glace[6]
- Mario 15 (AKA Sonic Bros.) (NES) : Hack du jeu Super Mario Bros. avec Sonic
- Mickey Mania (NES) : Fausse version du jeu Mickey Mania sur Mega Drive et Super Nintendo
- Pokémon Blue Sea Edition (Game Boy Advance) : Hack des jeux Pokémon Rouge Feu et Vert Feuille
- Somari ou Somari the Adventurer (NES) : Fausse version du jeu Sonic the Hedgehog Développer par Hummer Team (créditer Somari Team dans le jeu) et éditer par Ge De Industry Co. sur Mega Drive avec Mario au lieu de Sonic
- Sonic the Hedgehog (NES) : Fausse version du jeux Sonic the Hedgehog sur Mega Drive et hack du jeu Somari the Adventurer
- Sonic the Hedgehog 4 ou Sonic the Hedgehog (Super Nintendo) : Hack du jeu Speedy Gonzales: Los Gatos Bandidos[7]
- Super Aladdin (NES) : Fausse version du jeu Aladdin sur Mega Drive bien que Virgin ait déjà fait le jeu sur NES
- Super boy l (MSX) : Fausse version du jeu Super Mario Bros. sur NES. Contrairement à l'original, le jeu a 4 mondes[8]
- super boy 3 (MSX) : Fausse version du jeu Super Mario World et Super Mario Bros. 3.
- super boy 4 (Master System) : Fausse version du jeu Super Mario World.
- Super Mario 4 ou Super Mario Land 4 (Game Boy) : Hack du jeu Crayon Shin Chan 4
- Super Mario World (NES) : Fausse version du jeu Super Mario World sur Super Nintendo
- Spiderman 3 (Game Boy Color) : Jeux Game Boy Color basé sur le film de 2004 Spider-Man 2
- Teletubbies (NES) : Hack du jeu Mario Bros. jeu basé sur les Télétubbies
- Titenic (NES) : Jeu de combat beat 'em up non licencié développer par Hummer Team basé sur le film Titanic[9]
- World Heroes 2 (NES) : Jeu de combat non licencié regroupant des personnages de Mario, Sonic, Street Fighter, Etc... Aucun personnage du jeu original World Heroes n'est présent[10].
- 1990 Super Bros. 4 (NES) : Hack du Super Mario Bros.: The Lost Levels[11]
- 7 Grand Dad (NES) : Hack du jeu The Flintstones: The Rescue of Dino and Hoppy, jeu basé sur la série des Pierrafeu; dont la tête de Fred Pierrafeu est remplacé par celle de Mario[12].

Il existe de très nombreux bootlegs.

## Exemples debootlegger(société ayant fait des Bootlegs)
- Cony Soft ou Yoko Soft (1993-1998) : World Heroes 2, Mortal Kombat 3, Crayon Shin Chan…
- Hummer-Team (1992-2006) : Aladdin, Kart Fighter, Earthworm Jim 3, Donkey Kong Country 4…
- Mars Production : Darkseen, Pokemon Gold…
- Shenzhen Nanjing : Pokemon Yellow, Legend of Zelda : Minish Cap…
- Sintax Technology (1990-2000) : Spiderman 3, Donkey Kong 5: The Journey of Over Time and Space, Digimon Crystal Version II